# Lost Generation
De uitdrukking Lost Generation (Verloren Generatie) verwijst naar een Amerikaanse literaire beweging tussen de twee wereldoorlogen.

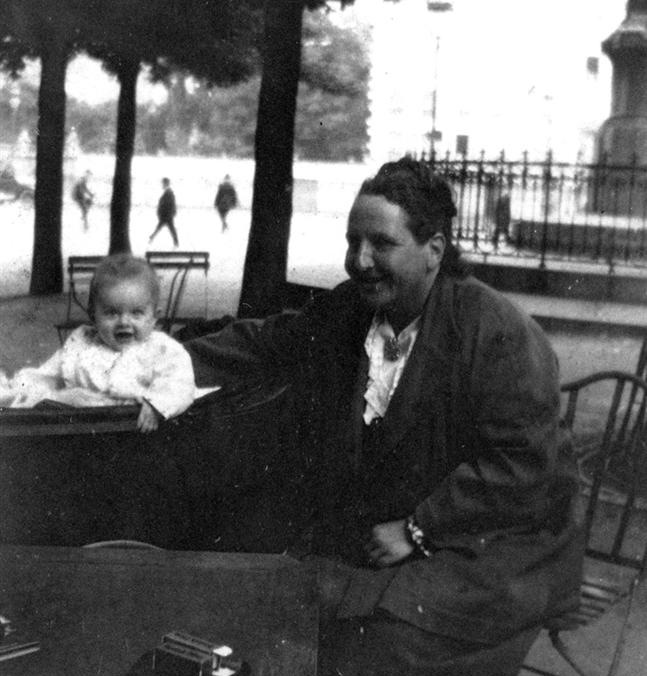
Gertrude Stein met Hemingway's zoon Jack ("Bumby"). Stein bracht de term 'Lost Generation in zwang

De term werd voor het eerst gebruikt door Gertrude Stein voor een groep van Amerikaanse schrijvers die in de periode tussen de wereldoorlogen in Parijs verbleven. De Eerste Wereldoorlog had veel jonge mensen diep geraakt in wat zij traditioneel aan waarden en geloof hadden meegekregen. Door de zinloosheid en het geweld van deze oorlog begonnen zij traditionele waarden als eer en patriottisme in twijfel te trekken. Ze verhuisden naar Parijs en andere Europese steden en leidden er een leven waarin zij hun desillusie probeerden te vergeten met idealisme, drank en liefdesrelaties. Ernest Hemingway nam wat Gertrude Stein tegen hem had gezegd over zijn leeftijdgenoten ("Jullie zijn de Lost Generation") ook op als citaat aan het begin van zijn roman The Sun Also Rises.
Tot de leden van de beweging behoorden Ernest Hemingway, John Steinbeck, John Dos Passos, F. Scott Fitzgerald en zijn vrouw Zelda, Ezra Pound, Erich Maria Remarque, Sherwood Anderson, Waldo Pierce, Sylvia Beach, T.S. Eliot en Gertrude Stein zelf.